# レイク・プラシッド会議
レイク・プラシッド会議（レイク・プラシッドかいぎ、英語：Lake Placid Conferences）とは1899年〜1908年までの毎年、エレン・スワロウ・リチャーズ(Ellen H.Richards)とメルヴィル・デューイ(Melvil Dewey)によって、アメリカ合衆国ニューヨーク州レイクプラシッドで行われた、家政学に関する会議である。

## 概要

### レイクプラシッド会議以前のアメリカ家政学
1700〜1800年代前半のアメリカ家政学では、産業革命によって引き起こされた家庭の崩壊現象を防止する一つの社会政策的な対策から始まった女子教育であった。これは女子の教育機関である、フィニッシングスクールにおける、編み物や修理技術の教育といった家政教育であった。
産業革命によって労働者の増大と家庭生活における消費財の拡大が起こったが、このような現象に対し、これまでの主婦の経験や伝承だけでは対応できなくなってきた。
このような中、1829年キャサリン・ピーチャー(Catharine Beecher)は、女性は諸科学を家政の観点から学び、それに基づき、家政を科学的に実践的に学ぶ必要があることを提唱。これが1841年に出版された"A Treatise on Domestic Economy"（「家政論」）であり、家政学を教授するための体系を示した物である。
またピーチャーは家政学をDomestic ScienceあるいはDomestic Economyと呼んでいたが、エコノミーの要素を取り入れたことは生活して行くにあたって経済的な意識が不可欠な要素となっていることを示しているのである。

## レイク・プラシッド会議の流れ

### 1899年 第1回レイク・プラシッド会議
- 産業革命による影響が消費者・家庭生活にもたらした変化の認識と、それらへの対処。
- 変化への対抗力をつけるい「教育」の必要性、家政学という分野の確立、研究の必要性という時代の要請に応えるべき。
- 家政学の一般名称としてHome Economicsが選ばれた。

これは、調理・裁縫といった生活技術的(household arts)なイメージをもつDomestic Economyや、Domestic scienceとは違い、学問としての家政学は経済的、倫理的な知識を必要とする学問であることを意味しつつも、家政学は経済学とは異なっていることを簡潔に示している。
言葉の混乱の回避として、初等教育では児童向けの基本的な生活技術の授業用にはDomestic Economyを、高校の食品や住居衛生を科学的手法で教えるのにはDomestic scienceを、そして大学の教育課程用にはHome Economicsを用いるというように、カリキュラムにあわせた言葉の使い分けの実施。
- 家政学関係の図書は自然科学ではなく、社会科学の分類にまとめる。

### 1900年 第2回レイク・プラシッド会議
- Home Economicsの教育内容の議論。

家政学は一般教育であるという認識。

### 1901年 第3回レイク・プラシッド会議
- 家政学の学問的性格の明確化。

科学に基礎をおいて消費者経済学の手法をとる。
- 家政学の教育目標の設定。

「環境を正しい方向へ導くこと」と設定。

### 1902年 第4回レイク・プラシッド会議
- Home Economicsの定義の提案とその確立。

物的環境だけではなく、人間の特性を含んでいること。
衛生科学的家政論から環境管理的家政論への展開議論。
単なる応用化学ではなく、独立の科学として認識される基礎の確立。

### 1903年 第5回レイク・プラシッド会議
- 家政学とは「生活システムの原理の確立を図るもの」である、との認識。

### 1904年 第6回レイク・プラシッド会議
- 人間開発・人的資源開発の担い手としての家政学について議論。
- 名称の提案
  - Euthenics（優境学）
  - Ecology
  - Household Administration
- レイク・プラシッド会議の意義の再確認。

### 1905年 第7回レイク・プラシッド会議
- 産業化による生活価値の変化に対応するための、家政学の役割について。

### 1906年 第8回レイク・プラシッド会議
- 優境学の概念の定義づけ。
- 家政科教育の変化。

生産能力に関する教育から消費に関する教育への移行について。

### 1907年 第9回レイク・プラシッド会議
- レイク・プラシッド会議の成果の意義の認識。
- 家政学の究極目的は人間発達にあることの確認。
- 家政学に消費者教育の研究とその成果の社会への必要性があることを強調。

### 1908年 第10回レイク・プラシッド会議
- 過去9回の会議の総括。
- アメリカ家政学会の設立決定。
- ヒトとモノの相互作用からの研究の必要性の検討。
- Home Economicsは倫理性と科学性を全面的に含むということ。